# Ifö Sanitär

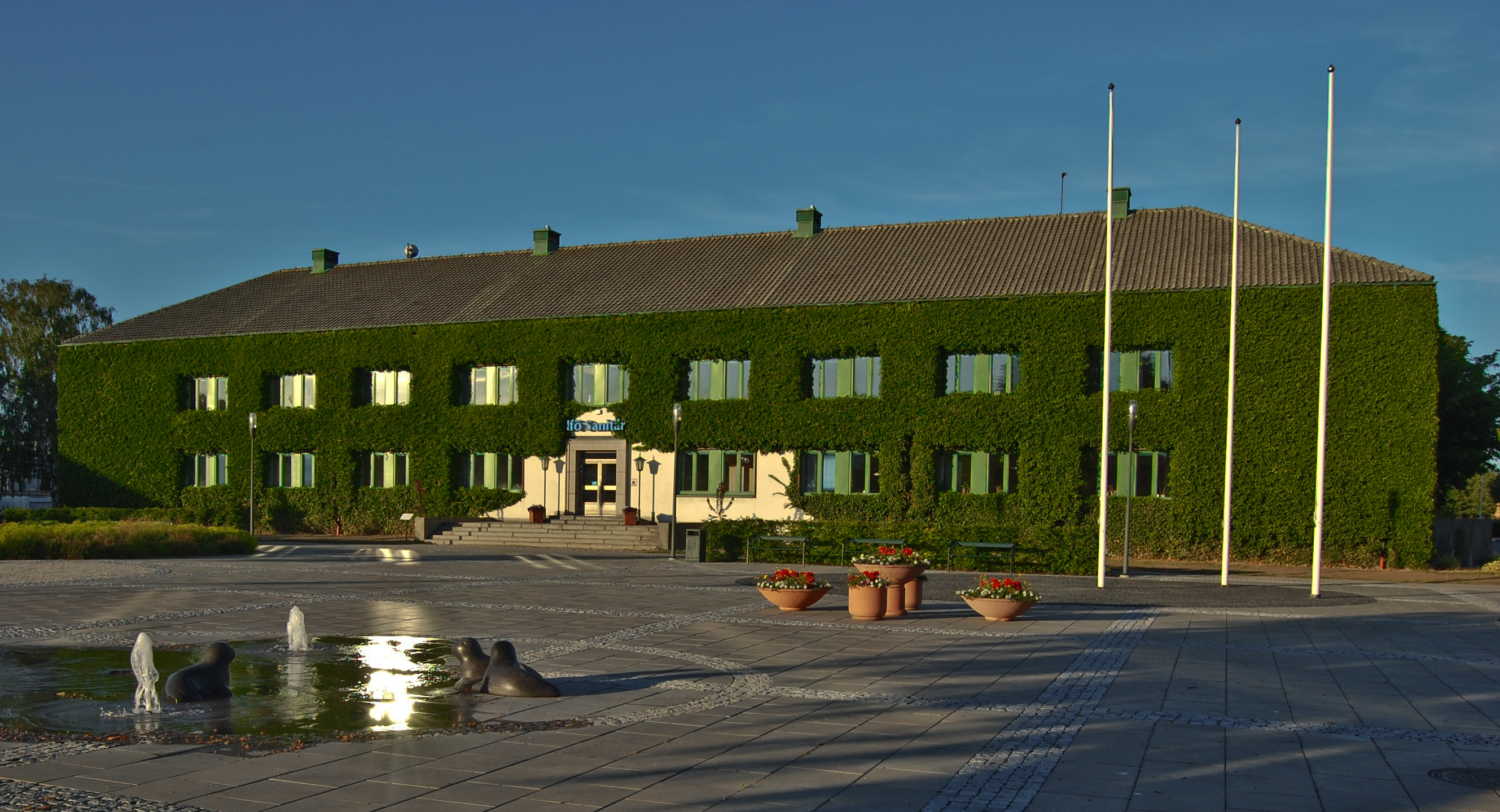
Huvudkontoret

Geberit Produktion AB (tidigare Ifö-verken och därefter Ifö Sanitär AB) är en av Nordens största tillverkare av VVS-produkter i porslin, plast och metall för badrum och kök. Företaget är särskilt känt för produktionen av tvättställ, toalettstolar och badkar. Företaget har två tillverkningsenheter, en i Bromölla för porslins- och plastprodukter och en i Mörrum för duschväggar och duschkabiner. Fram till början av 2010-talet tillverkade Mörrumsenheten även emaljerade stålbadkar, emeljerade duschkar samt också en stor mängd diskbänkar och en del annan rostfri utrustning. Hela den emaljerade produktionen lades ned och man köper numera in badkar från annan tillverkare. Den rostfria produktionen såldes, men lever kvar under företagsnamnet Contura steel. Ifö Sanitär ägs idag av den multinationella koncernen Geberit som 2015 köpte upp Ifös ägare Sanitec. Namnet Ifö används fortfarande som ett varumärke.

## Historia
Verksamheten anlades av den danske veterinären William Abelgaard Nielsen, som 1887 började exploatera kaolin-fyndigheterna på Ivö. En fabrik anlades i anslutning till Bromölla station vid Sölvesborg-Kristianstads Järnväg. Stavningen av företagsnamnet med f behölls efter stavningsreformen 1906.
År 1908 hade fabriken 424 arbetare och tillverkade 15.000 ton eldfast tegel, 19.000 ton kaolin, 1700 ton kalk och 30.000 ton cement.
Skånska Cement köpte bolaget 1909 men sålde igen till bolagets aktieägare 1937. Ernst Wehtje j:r var från 1918 VD i bolaget. AB Iföverken bildades 1927 genom sammanslagning av Ifö chamotte & kaolinverk och Ifö cementfabriks AB, bildade 1909. 
År 1930 började tillverkningen av sintrade golvplattor.
År 1938 tillverkades 14.356 ton eldfast tegel, 38.450 ton cement, 2585 ton elektrotekniskt porslin, 752 ton sanitetsporslin och 6818 ton golvplattor.
Fyra bolag är sprungna ur Iföverken:
- Ifö Sanitär AB
- Ifö Ceramics AB
- Ifö Electric AB
- Bromölla Specialkeramik AB

1937 började bolaget med tillverkning av sanitetsporslin. För ändamålet byggdes en ny fabrik 1938–1939 som kom att bli basen för företaget efter andra världskriget och som byggdes ut i flera etapper. På 1940-talet började tillverkningen av ljusarmaturer, en verksamhet som idag återfinns i Ifö Electric.
På 1960-talet startade plasttillverkning och 1965 stod en plastfabrik klar. Bolagets olika verksamheter delades in i separata bolag 1976 där sanitetsporslinet bildade Ifö Sanitär AB. Ifö Sanitär AB såldes 1982 till Wärtsilä som ägde Arabia och IDO.